# Percalpe canadensis
Percalpe canadensis är en fjärilsart som beskrevs av Bethune 1865. Percalpe canadensis ingår i släktet Percalpe och familjen nattflyn. Inga underarter finns listade i Catalogue of Life.